# Ракиты (Павловский район)
Раки́ты — разъезд (тип населённого пункта) в Павловском районе Алтайского края. Входит в состав Арбузовского сельсовета.

## История
Населённый пункт возник в 1953 году при строительстве участка Западно-Сибирской железной дороги. В настоящее время разъезд является заброшенным.

## Население
| 1997 | 1998 | 1999 | 2000 | 2001 | 2002 | 2003 | 2004 | 2005 |
| ---- | ---- | ---- | ---- | ---- | ---- | ---- | ---- | ---- |
| 22   | ↗23  | ↘22  | →22  | ↘20  | →20  | ↘18  | ↘6   | ↘4   |
| 2006 | 2008 | 2009 | 2010 | 2019 |      |      |      |      |
| ↘2   | ↗3   | ↗7   | ↘0   | →0   |      |      |      |      |

### Национальный состав
Согласно результатам переписи 2002 года, в национальной структуре населения русские составляли 88 %.